# LGV Interconnexió Est
La LGV Interconnexió Est (Interconnexion Est en francés) és una línia que forma part de la xarxa ferroviària francesa d'alta velocitat, TGV, que connecta la LGV Nord i la LGV Sud-Est per l'est de la ciutat de París travessant l'Illa de França.
Fou inaugurada el 1994 i consisteix en tres ramals que comencen a Coubert
- Ramal oest: Cap a París i a l'oest de França, finalitzan a Valenton.
- Ramal nord: Cap al nord de França, Londres i Brussel·les, conncectando amb la LGV Nord a Vémars.
- Ramal sud: Cap al sud-est de França, connectant amb la LGV Sud-Est a Moisenay.